# Whatever Happened to Jugula?
Whatever Happened to Jugula? è il tredicesimo album di Roy Harper, che vede la collaborazione con Jimmy Page.

## Storia
Conosciuto anche con il titolo di Rizla a causa dell'immagine di copertina (una confezione arancione di Rizla), Jugula, come viene spesso chiamato questo album, è stato pubblicato dalla Beggars Banquet ed ha raggiunto la posizione numero 20 della classifica inglese. È un album dalle sonorità essenziali, dove spesso la voce si accompagna soltanto al suono della chitarra acustica Ovation. Talvolta gli arrangiamenti sono completati dal sintetizzatore e dalla chitarra elettrica.
Questo lavoro in particolare ha portato l'opera di Harper all'attenzione di un pubblico più ampio, principalmente grazie all'apparizione di Harper e Jimmy Page al Cambridge Folk Festival nel 1984, a un tour, e a una intervista televisiva di 15 minuti di Mark Ellen (16 novembre 1984). L'apparizione vedeva Harper e Page suonare le loro chitarre acustiche sulla Scafell Pike, la più alta cima dell'Inghilterra, in una originale ed inusuale intervista. I brani suonati includevano "Hangman" e parte di "The Same Old Rock".
La prima traccia, "Nineteen Forty-Eightish" è un riferimento al romanzo 1984 di George Orwell, con un piacevole pezzo di chitarra solista di Page. Questo album è il quinto del sodalizio Harper - Page, ma il primo su cui abbiano lavorato insieme per la sua interezza. Date le caratteristiche musicali di Page, egli si rivela un complemento ideale allo stile di Harper. Altre notevoli tracce sono rappresentate da "Hangman", una lirica forte che esprime i sentimenti di un innocente condannato a morte, e "Frozen Moment".

## "Hope"
David Gilmour ha composto la musica della terza traccia, "Hope", mentre Harper ha scritto il testo, e Nick Harper (il figlio allora sedicenne), ha suonato la chitarra solista in questo brano. Una versione suonata con ritmo più veloce e liriche differenti, compare con il titolo di "White City Fighting" nell'album White City: A Novel di Pete Townshend.
Una cover di "Hope", con "Bad Speech" come introduzione, è presente nell'album Eternity del gruppo metal Anathema.

## Tracce

### Lato A
1. "Nineteen Forty-Eightish" - 9:45
2. "Bad Speech" - 1:17
3. "Hope" - 4:31
4. "Hangman" - 7:09

### Lato B
1. "Elizabeth" - 6:39
2. "Frozen Moment" - 3:18
3. "Twentieth Century Man" - 4:27
4. "Advertisement (Another Intentional Irrelevant Suicide)" - 8:19

## Singoli
"Elizabeth", brano che appare in origine sull'album del 1984 Born in Captivity, fu registrata nuovamente e pubblicata come singolo. Anche in questo caso la copertina riproduce una confezione Rizla, in questo caso in verde. Il singolo fu pubblicato dalla Beggars Banquet (BEG 131T).
1. Lato A - "Elizabeth"
2. Lato B -
  1. "Advertisement (Another Intentional Irrelevant Suicide)"
  2. "I Hate The White Man" (Live) (Recorded at Poynton, 18th October 1984)[5]

## Formazione
- Roy Harper - chitarra acustica e chitarra elettrica
- Jimmy Page - chitarra acustica e chitarra elettrica
- Tony Franklin - basso elettrico
- Nik Green - tastiere
- Ronnie Brambles - batteria
- Steve Broughton - batteria
- Preston Heyman - batteria
- Nick Harper - chitarra semi-acustica